# Пария
Па́рия, па́рии (от там.  парайян) — одна из неприкасаемых каст в Тамилнаде на юге Индии.
В европейских языках слово «пария» приобрело значение «отверженный», «бесправный». Согласно немецкому социологу Максу Веберу — бесправная группа населения, лишённая необходимых социальных контактов и возможности вхождения в другие социальные группы. Обычно такая группа имеет свою религию, оправдывающую бесправие и презрение.

## Соответствия в других странах
- В Японии к отверженным («эта» — «осквернённые, грязные» или «буракумин» — «жители специальных поселений») относились в первую очередь люди, занимавшиеся разделкой туш животных и соприкасавшиеся с кровью. Ранее они проживали в специальных обособленных поселениях («токусю-бураку»), куда не могли входить другие люди[2].
- В переносном значении — изгой общества.